# Joseph Hutter
Joseph Hutter, auch Josef Hutter (* 2. Mai 1800 in Graun, Südtirol; † 3. Oktober 1878 in Graz) war Gutsbesitzer und Abgeordneter zum Österreichischen Abgeordnetenhaus.

## Leben
Joseph Hutter war Sohn des Schusters Johann Hutter († 1817). Er studierte Rechtswissenschaft und wurde zunächst Verwalter auf der Herrschaft Großlobming, danach Bezirkskommissär in Kainberg (Gemeinde Kumberg). Nach 1830 war er Justiziär und bis 1842 auch Syndikus und Bezirkskommissär in Knittelfeld. Nach 1848 war er Gutsbesitzer in Knittelfeld und bei seinem Tod Privatier.
Er war 1848 Mitglied im provisorischen Steiermärkischen Landtag, Kurie Intelligenz, Industrie und bürgerliche Gemeinden und von 1861 bis 1865 im steiermärkischen Landtag (I. Wahlperiode), Kurie Landgemeinden.
Er war römisch-katholisch und ab 1830 verheiratet mit Juliana Sonnhaus († 1835), mit der er eine Tochter und einen Sohn hatte.

## Politische Funktionen
Joseph Hutter war vom 29. April 1861 bis zum 20. September 1865 Abgeordneter des Abgeordnetenhauses im Reichsrat (I. Legislaturperiode) und vertrat dort für das Kronland Steiermark die Kurie Landgemeinden (Bruck an der Mur, Aflenz, Mariazell, Kindberg, Mürzzuschlag, Leoben, Mautern, Eisenerz, Judenburg, Knittelfeld, Obdach, Oberzeiring, Liezen, Rottenmann, St. Gallen, Murau, Oberwölz, Neumarkt, Irdning, Gröbming, Schladming, Aussee).